# Marek Kindel
Marek Kindel (* 26. října 1989 Praha) je český fotbalový záložník a odchovanec SK Slavia Praha.
Marek začal fotbalově vyrůstat v městečku Mníšek pod Brdy, a odtud putoval do žákovských kategorií pražské Slavie.
V sezoně 2007/08 svými góly pomáhal B týmu Slavie v záchraně v ČFL. V roce 2008 byl zařazen do kádru prvního týmu Slavie. První zápas za A tým odehrál v přípravě na sezonu 2008/09 proti slovenskému prvoligovému týmu FC Nitra, v kterém přihrál na 3. branku. V sezoně 2008-2009 získal se Slavií mistrovský titul.